# رمضان 1445 هـ
رَمَضان لسنة 1445 هـ بدأ يوم الاثنين من غرَّة رَمَضان يوم 11 مارس سنة 2024 في كُلًا من السُّعوديَّة والبحرين وقطر والكويت والإمارات وسوريا ومصر واليمن والأراضي الفلسطينيَّة والجزائر. بينما أعلنت الأردن وسلطنة عمان والمغرب وإيران وأستراليا وإندونيسيا وماليزيا وباكستان وبنغلاديش والهند والعراق وسنغافورة وسلطنة بروناي وتايلاند أنَّ أول أيام رمضان قد وافق يوم الثلاثاء يوم 12 مارس سنة 2024، ويستمر 29 أو 30 يومًا لينتهي في يوم 10 أبريل 2024 في مُعظم البُلدان حول العالم.

- السبت
- الأحد
- الاثنين
- الثلاثاء
- الأربعاء
- الخميس
- الجمعة

- 28
9
- 29
10
- 1
11
- 2
12
- 3
13
- 4
14
- 5
15
- 6
16
- 7
17
- 8
18
- 9
19
- 10
20
- 11
21
- 12
22
- 13
23
- 14
24
- 15
25
- 16
26
- 17
27
- 18
28
- 19
29
- 20
30
- 21
31
- 22
1 أبريل
- 23
2
- 24
3
- 25
4
- 26
5
- 27
6
- 28
7
- 29
8
- 30
9
- 1
10
- 2
11
- 3
12

## جدل في الأردن
أثارت مسألة الصَّيام في الأردن خِلافًا للدول المُحيطة بها جدلًا في وسائل التواصل الاجتماعي، فقد رُصد ليل الإثنين الهِلال وعُمرُه يومين وليس يومٍ واحد حسب ما قيل، بينما أكد مجلس الإفتاء في الأردن وأستاذ علم الفلك في جامعة آل البيت مشهُور الوردات أن صيام الأُردُن في يوم الثُّلاثاء صحيح لأنه استند على الرُّؤية الشَّرعيَّة وليس على الحسابات الفلكيَّة.

## عيد الفطر
أعلنت كُلًا من السعودية، ومصر، والإمارات، وقطر، والبحرين، والكويت، ولبنان، وسوريا، وفلسطين، والوقف السُّني في العراق، وكردستان العراق، وإيران، وأستراليا، أن يوم الثُّلاثاء هو المُتمم لشهر رمضان بسبب تعذُّر رُؤية غرَّة هلال شوَّال، وأن يوم الأربعاء المُوافق 10 أبريل، هو يوم عيد الفطر.